# Jacob Venedey

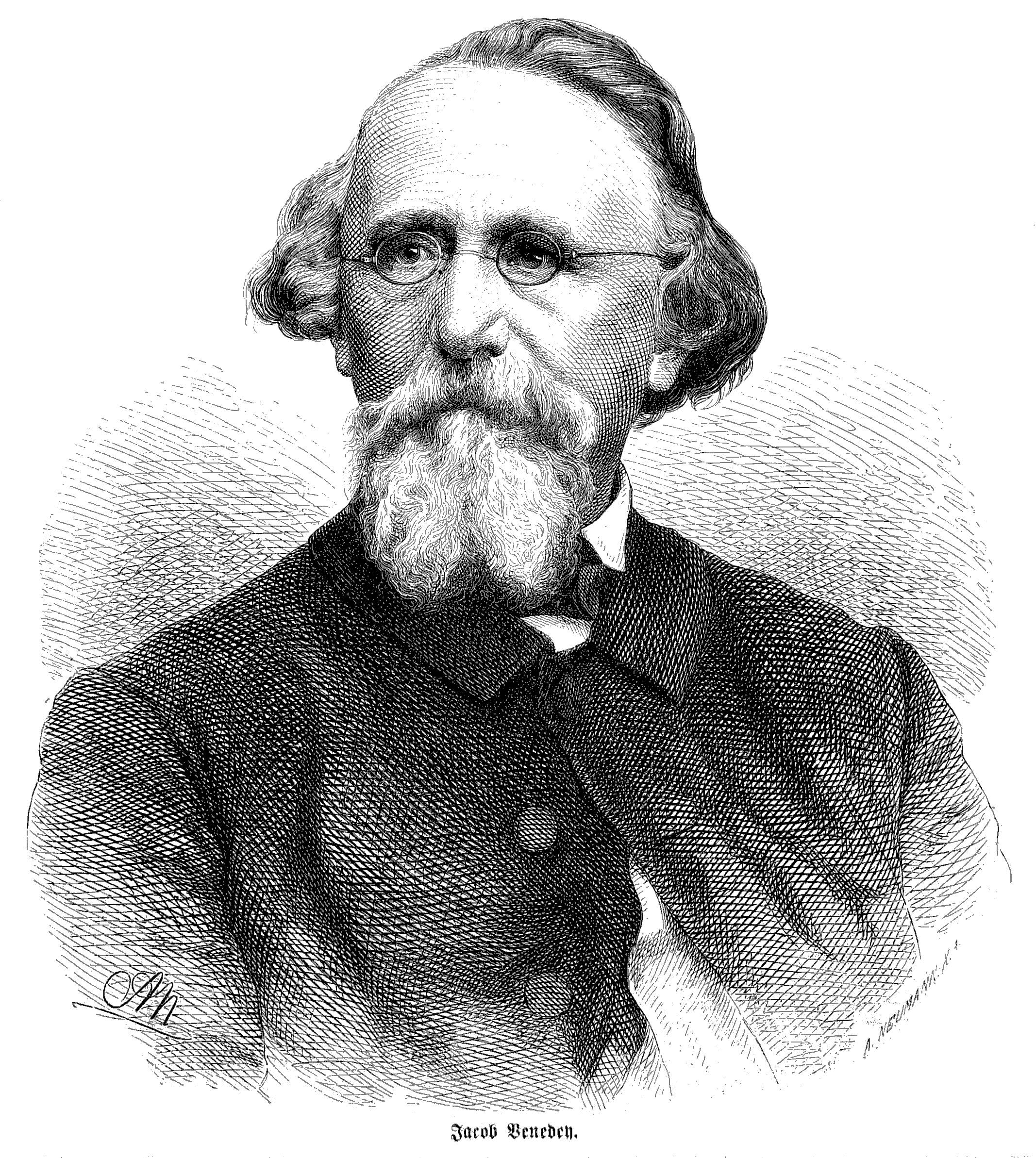
Jacob Venedey

Jacob Venedey (* 24. Mai 1805 in Köln; † 8. Februar 1871 in Oberweiler) war ein deutscher Publizist und Politiker.

## Leben

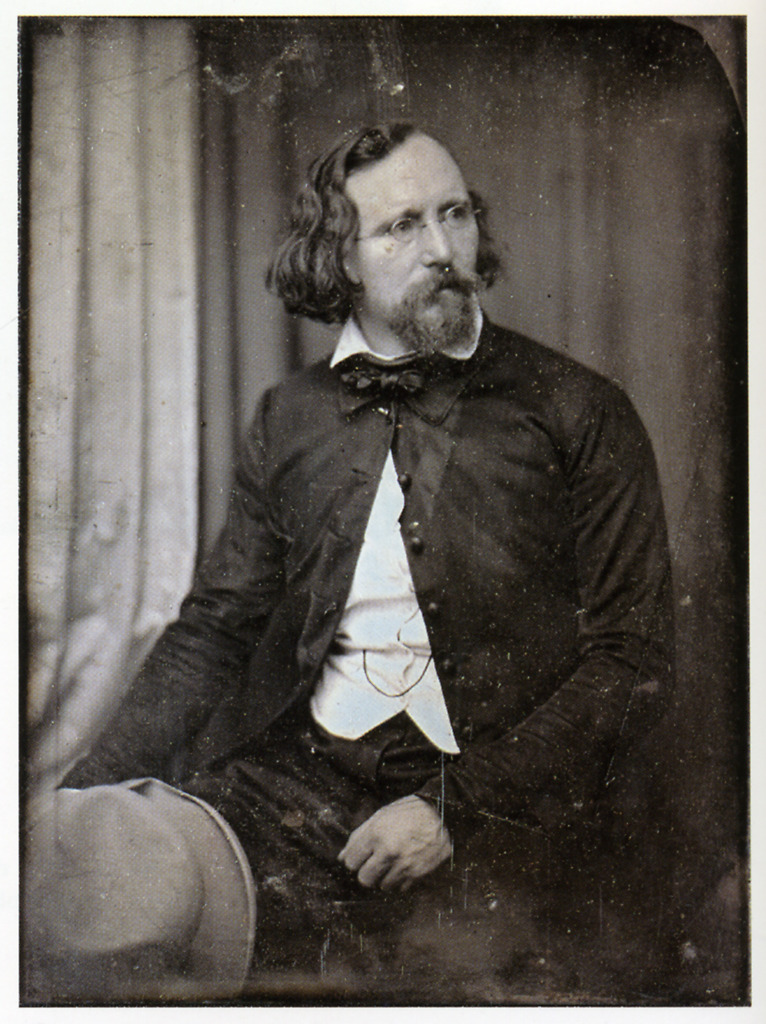
Jakob Venedey, 1848
Daguerreotypie von Hermann Biow

Venedey studierte von 1824 bis 1827 an den Universitäten Heidelberg und Bonn Rechtswissenschaften und arbeitete anschließend in der väterlichen Anwaltskanzlei. Während seines Studiums wurde er 1824 Mitglied der Alten Bonner Burschenschaft und 1825 Mitglied der Alten Heidelberger Burschenschaft. Zu Beginn der 1830er Jahre begann er mit publizistischen Arbeiten und nahm am Hambacher Fest teil. Im September 1832 wurde er in Mannheim verhaftet und zur Untersuchungshaft ins Gefängnis nach Frankenthal überstellt. Neben der Teilnahme am Hambacher Fest warf man ihm Verstöße gegen das Pressegesetz und die Mitgliedschaft in einer Burschenschaft vor. Mit der Unterstützung durch Fluchthelfer  floh Venedey aus dem Gefängnis ins nahe Pfeffingen zum Dürkheimer Stadtrat und ehemaligen Adjunkten Johannes Fitz, einem der Organisatoren des Hambacher Fests, von dort weiter nach Straßburg. Nach dem Frankfurter Wachensturm wurde er aus Straßburg ausgewiesen und lebte ab Ende Dezember 1833 in Paris. Dort gründete er den Deutschen Volksverein und wurde 1834 Leiter des Bundes der Geächteten. Er arbeitete als Pariser Korrespondent unter anderem für die Augsburger Allgemeine Zeitung und die Leipziger Allgemeine Zeitung. 1840 beruft sich Heinrich Heine auf ihn im Dritten Buch seiner Börne-„Denkschrift“. Zu Venedeys Freundeskreis im Exil gehörte der Vormärzpolitiker Georg Fein.
In den 1840ern war er Mitarbeiter an der ersten und zweiten Auflage des Rotteck-Welckerschen Staatslexikons. 1848 gehörte er dem Vorparlament an und wurde Mitglied des Fünfzigerausschusses. Vom 18. Mai 1848 bis zum Ende des Rumpfparlaments am 18. Juni 1849 war er Abgeordneter für Hessen-Homburg in der Frankfurter Nationalversammlung. Im Paulskirchenparlament war er Mitglied mehrerer Ausschüsse insbesondere zu österreichischen Angelegenheiten und zählte zu den Fraktionen Deutscher Hof und Westendhall.
1850 nahm Venedey als Kriegsberichterstatter am Deutsch-Dänischen Krieg teil, wurde jedoch aus Kiel ausgewiesen. Die preußische Regierung wies ihn anschließend auch aus Berlin und Breslau aus, woraufhin er 1852 als Privatdozent nach Bonn und 1853 nach Zürich wechselte. 1854 heiratete er die badische Republikanerin Henriette Obermüller, mit der er mehrere Kinder hatte, darunter der spätere Politiker Martin Venedey. 1855 kehrte er als freier Schriftsteller nach Deutschland zurück und lebte zuerst in Heidelberg, ab 1858 in Badenweiler, wo er mit seiner Frau eine Fremdenpension betrieb.
Venedey ist 1833 in Nancy in die Freimaurerloge St Jean de Jerusalem aufgenommen worden. 1837 hielt er in Paris die Trauerrede am Grab seines freimaurerischen Bruders Ludwig Börne. Als er 1853 nach seinem Exil endgültig in Freiburg im Breisgau sesshaft wurde, schloss er sich der dortigen Loge Zur edlen Aussicht an. Er war Ehrenmitglied der Basler Loge Zur Beständigkeit. 1865 wurde er Ehrenmitglied der Burschenschaft Germania Jena.

## Werke (Auswahl)
- Reise- und Rasttage in der Normandie. Mit 17 zeitgenöss. Illustrationen u. einem Frontispiz. Hg. v. Fritz Mende. Berlin/DDR: Rütten & Loening 1986. - Erste Ausgabe 1838 bei Friedrich Fleischer in Leipzig.
- Die Deutschen und Franzosen nach dem Geiste ihrer Sprachen und Sprüchwörter. X, 176 S., Heidelberg, Winter, 1842. Digitalisat
- England. 3 Theile. F. A. Brockhaus, Leipzig 1845.
- Machiavel, Montesquieu, Rousseau. Franz Duncker. Berlin, 1850. Digitalisat